# Lorenzo O'Toole
Lorenzo O'Toole llamado en gaélico Lorcán Ua Tuathail  y en inglés Laurence O'Toole (nació en 1128, fallecido el 14 de noviembre de 1180) fue arzobispo de Dublín  fue canonizado en 11 de diciembre de 1225 por el Papa Honorio III.

## Nacimiento y juventud
San Lorenzo nació en Irlanda hacia el año 1128, la familia O’Toole que era dueña de uno de los más importantes castillos de esa época. 
Cuando el niño nació, su padre dispuso pedirle a un conde enemigo que quisiera ser padrino del recién nacido. El otro aceptó y desde entonces estos dos condes (ahora compadres) se hicieron amigos y no lucharon más el uno contra el otro.
Durante el viaje para bautizalo, apareció en el camino un poeta religioso y preguntó qué nombre le iban a poner al niño. Le dijeron un nombre en inglés, pero él les aconsejó: "Pónganle por nombre Lorenzo, porque este nombre significa: ‘coronado de laureles por ser vencedor’, y es que el niño va a ser un gran vencedor en la vida". A los padres les agradó la idea y le pusieron por nombre Lorenzo.
Su padre era el jefe de Hy Murray y su madre pertenecía al Clan O'Byrne. A la edad de diez años fue llevado como rehén por Dermot McMurrogh, rey de Leinster. El Sr. O’Toole aceptó y el jovencito fue llevado al castillo de aquel guerrero. Pero allí fue tratado con crueldad y una de las personas que lo atendían fue a comunicar la triste noticia a su padre y este exigió que le devolvieran a su hijo. Como el tirano no aceptaba devolverlo, el Sr. O’Toole le secuestró doce capitanes al otro guerrero y puso como condición para entregarlos que le devolvieran a Lorenzo. El otro aceptó pero llevó al niño a un monasterio, para que apenas entregaran a los doce secuestrados, los monjes devolvieran a Lorenzo.
Y sucedió que al jovencito le agradó inmensamente la vida del monasterio y le pidió a su padre que lo dejara quedarse a vivir allí, porque en vez de la vida de guerras y batallas, a él le agradaba la vida de lectura, oración y meditación. El buen hombre aceptó y Lorenzó llegó a ser un excelente monje en ese monasterio.
Su comportamiento en la vida religiosa fue verdaderamente ejemplar. Dedicadísimo a los trabajos del campo y brillante en los estudios. Fervoroso en la oración y exacto en la obediencia. Fue ordenado sacerdote y al morir el superior del monasterio los monjes eligieron por unanimidad a Lorenzo como nuevo superior.

## Arzobispo de Dublín
Por su humildad, San Lorenzo declinó la sede de Glendalough en 1160, pero a la muerte de San Gregorio, Arzobispo de Dublín (8 de octubre de 1161), fue escogido para la sede vacante y fue consagrado en la catedral Iglesia de Cristo por Gilla Isu (Gelasio), Primado de Armagh, a principios de 1162. Este nombramiento de un irlandés nativo y su consagración por el sucesor de San Patricio marca el paso de la supremacía escandinava en la capital irlandesa, y la emancipación de la obediencia canónica a Canterbury que había obtenido bajo los obispos daneses de Dublín. San Lorenzo  pronto se aplicó a realizar numerosas modificaciones, comenzando por convertir los cánones seculares de la catedral Iglesia de Cristo a los cánones Aroasianos (1163). 
Cada día recibía 30, 40 o 60 menesterosos en su casa episcopal y él mismo les servía la comida. Todas las ganancias que obtenía como arzobispo las dedicaba a ayudar a los más necesitados En 1166 dio su aprobación al capítulo fundador del curato de All Hallows en Dublín (fundado por el rey Dermot) para la misma orden de canónigos agustinos. No contento con la estricta observancia de reglas, usaba una camisa bajo sus vestiduras episcopales, y practicaba la mayor austeridad ausentándose para un retiro anual de cuarenta días a la cueva de San Kevin, cerca de Glendalough. Durante el segundo sitio de Dublín (1170) San Lorenzo estuvo activo y mostró su previsión política concediendo la debida deferencia a Enrique II de Inglaterra durante la estadía del monarca en Dublín. 
En abril de 1178, atendió al delegado papal, Cardenal Vivian, quien presidió en el Sínodo de Dublín. Negoció exitosamente el Tratado de Windsor y obtuvo buenas condiciones para Roderic, rey de Connacht. Asistió al Concilio de Letrán en 1179 y regresó como delegado para Irlanda. El santo prelado no pasó mucho tiempo en Dublín cuando ya consideró nuevamente necesario visitar al Rey Enrique II (impulsado por una ardiente caridad en la causa del rey Roderic) y cruzó a Inglaterra en septiembre de ese año. Después de tres semanas de detención en la abadía de Abingdon, San Lorenzo siguió al rey inglés hasta Normandía. Fue recibido enfermo en la abadía agustina de Eu y fue atendido por el abad Osbert y los canónigos de San Victor; antes de dar su último aliento tuvo el consuelo de saber que el Rey Enrique II había accedido a su petición. Cuando el abad le aconsejó que hiciera un testamento, respondió: "Dios sabe que no tengo bienes ni dinero porque todo lo he repartido entre el pueblo. Ay, pueblo mío, víctima de tantas violencias ¿Quién logrará traer la paz?".

## Reliquias

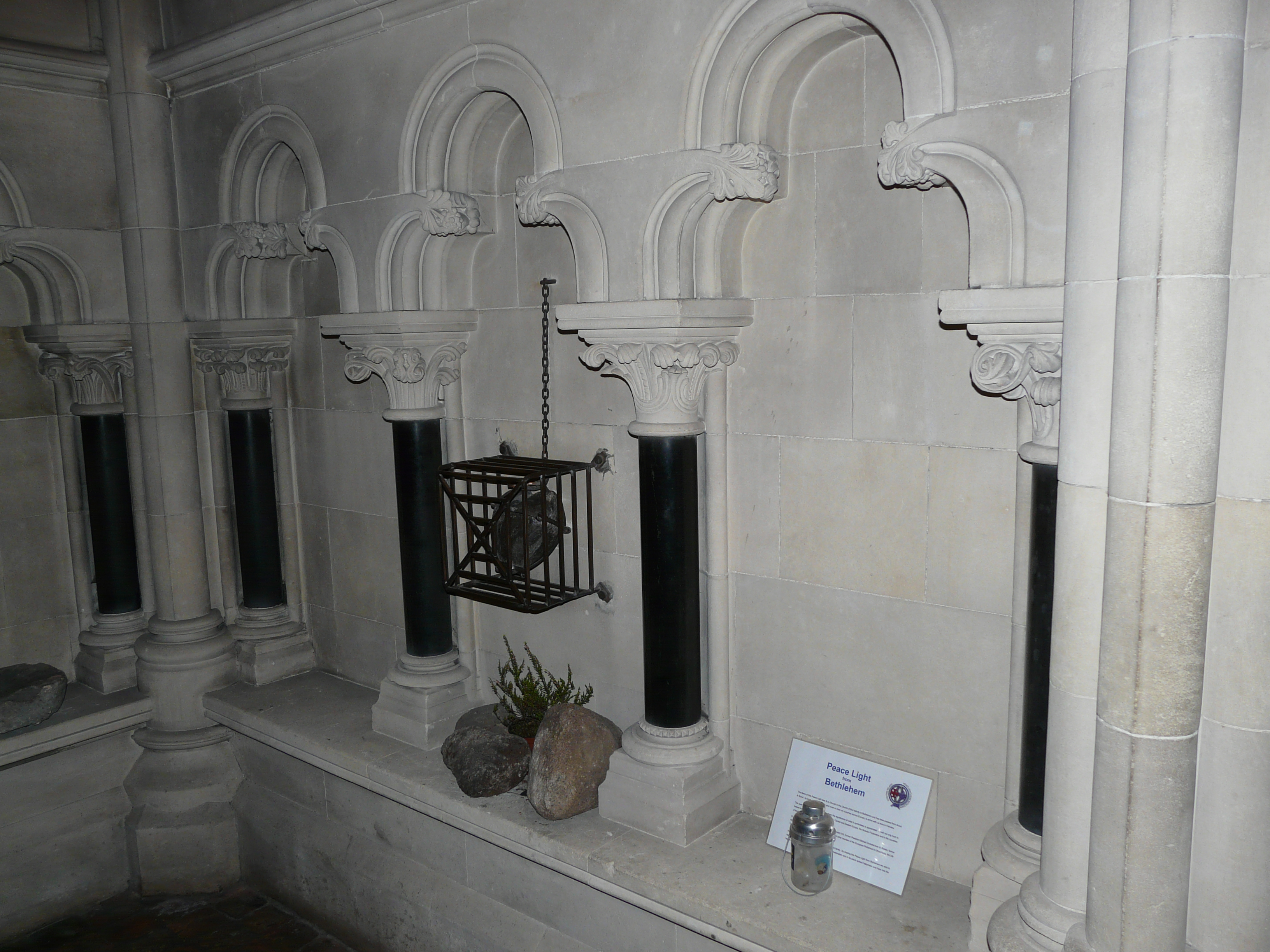
Corazón de Ua Tuathail en la Catedral de la Santísima Trinidad de Dublín

El cráneo de San Lorenzo fue llevado a Inglaterra en 1442 por un noble llamado Sir Rowland Standish que había luchado en Agincourt. Los huesos fueron enterrados en la iglesia parroquial de Chorley, en Inglaterra, ahora llamada de San Lorenzo, y desaparecieron en la Reforma bajo el reinado de Enrique VIII. 
Aunque principalmente es venerado por los católicos, su corazón se conservaba en la llamada Catedral de la Santísima Trinidad de Dublín, popularmente conocida en inglés como Christ Church Cathedral. Fue robado el 3 de marzo de 2012, ante lo cual el diácono Dermot Dunne declaró: «Estoy devastado por el robo de una de las reliquias más preciosas de la catedral».
En abril de 2018, el corazón de San Lorenzo fue recuperado por la Garda Síochána. Los medios informaron que los ladrones (que no fueron identificados) pensaron que la reliquia estaba maldita y que causaba enfermedades a los miembros de la familia de dichos ladrones. En una ceremonia vespertina especial en la Catedral de la Santísima Trinidad de Dublín el 26 de abril de 2018, el arzobispo Michael Jackson recibió el corazón.